# Аремзянка
Аремзянка — река в России, протекает по территории Тобольского района Тюменской области. Устье реки находится в 576 км по правому берегу реки Иртыш около деревни Панушкова. Длина реки составляет 98 км, площадь водосборного бассейна — 957 км².

## География
Река вытекает из юго-западной оконечности болота Чистое. При этом место истока меняется, так как площадь болот с каждым годом увеличивается. Первые несколько километров протекает по равнинной заболоченной местности, но после слияния с р. Чёрной (близ пос. Октябрьский) переходит в долину шириной до нескольких сот метров и с высотой берегов долины до 15 метров, где меандрирует. Перед слиянием с р. Ростошь (близ д. Клепаловой) сходит с Тобольского материка и вновь течёт по равнинной местности, местами сильно заболоченной, где сильно меандрирует, оставляя многочисленные старицы. Здесь и до устья долина не широкая, берега обрывистые (до 5 метров). Ближе к впадению в Иртыш занимает заливной луг (ранее называвшийся оз. Маховым), превращающийся в залив в период весеннего паводка

### Населённые пункты
Посёлки и деревни на реке (от истока к устью)
- п. Октябрьский (пр.)
- д. Белая (пр.)
- д. Верхние Аремзяны (пр.)
- д. Абрамова (лв. и пр.)
- лаг. «Радужный»
- д. Шестакова (лв.)
- д. Бабандина (пр.)
- д. Верхняя Балуева (лв.)
- д. Панушкова (пр.)
- д. Нижняя Балуева (лв.)

## Притоки
- 12 км: Бобанья (пр)
- 16 км: Ольховка (пр)
- 46 км: Ростошь (пр)
- Черёмуховка (пр)
- Чукманка (лв)
- Еловка (лв)
- Сосновка (лв)
- Белая (пр)
- 66 км: Бобровка (лв)
- Хмелёвский (лв)
- Чёрная (пр)

## Данные водного реестра
По данным государственного водного реестра России относится к Иртышскому бассейновому округу, водохозяйственный участок реки — Иртыш от впадения реки Тобол до города Ханты-Мансийск (выше), без реки Конда, речной подбассейн реки — бассейны притоков Иртыша от Тобола до Оби. Речной бассейн реки — Иртыш.
Код объекта в государственном водном реестре — 14010700112115300013012.